# 法維安·奧雷利亞納
法比安·阿列尔·奧雷利亞納·巴伦苏埃拉（西班牙語：Fabián Ariel Orellana Valenzuela；1986年1月27日—），是一名智利職業足球員，司職翼鋒，現效力於智利甲組足球聯賽球隊天主教大学。
奧雷利亞納為奧達斯的青訓球員。他其後轉會至西班牙的球會，先後效力赫雷斯、格拉纳达、切爾達和巴伦西亚。
在國家隊方面，奧雷利亞納自2007年開始為智利國家足球隊上陣，曾參加過2屆世界盃和1屆美洲盃足球賽，並贏得百年美洲盃冠軍。

## 球會生涯
奧雷利亞納於智利圣地亚哥出生，曾為科洛科洛的青年軍上陣，其後轉會至奧達斯。18歲時，他為球隊於聯賽首次上陣。2007年，他為球隊上陣38場聯賽，攻入12個入球，協助球隊在以第3名完成聯賽。
2009年5月23日，奧雷利亞納轉會至乌迪内斯，轉會費為320萬歐元。他立刻被外借至赫雷斯。2010年，他被外借至格拉纳达，他為球隊上陣39場聯賽，攻入8球，其中1球在升班附加賽時攻入，協助球隊事隔35年升回西班牙甲組足球聯賽。
2011年中，奧雷利亞納被格拉纳达正式買斷。9月，他被外借至西乙球會切爾達。
2013年1月初，奧雷利亞納永久轉會至切爾達。2015年4月6日，他在聯賽對陣巴塞隆拿時，因向着布斯克茨「掟草」而被球證出示紅牌逐出場 。
2017年1月31日，奧雷利亞納與時任教練伊度亞度·比利素發生爭執後，被外借至巴伦西亚4個月。

## 國家隊生涯
2007年，奧雷利亞納首次為智利國家足球隊上陣。次年10月15日，他在2010年國際足協世界盃外圍賽對陣阿根廷國家足球隊的比賽中，攻入首個國家隊入球，帶領球隊以1比0小勝。
2008年，奧雷利亞納曾代表智利U20參加2008年土倫盃國際足球邀請賽，最終球隊獲得亞軍。
2009年10月10日，奧雷利亞納同樣在2010年世界盃外圍賽的比賽中，攻入1球，這次的對手為哥倫比亞國家足球隊，協助球隊以4比2勝出。於2010年世界盃小組賽最後一場對陣西班牙國家足球隊的比賽中，他於下半場後備入替桑切斯，但球隊最終仍以1比2見負。

### 國家隊入球
| 日期           | 地點                                        | 對手     | 入球 | 比數 | 比賽                                  |
| -------------- | ------------------------------------------- | -------- | ---- | ---- | ------------------------------------- |
| 2008年10月15日 | 智利，圣地亚哥，智利國家體育場              | 阿根廷   | 1–0  | 1–0  | 2010年國際足協世界盃外圍賽 (南美洲區) |
| 2009年10月10日 | 哥倫比亞，麦德林，阿塔納西奧·吉拉爾體育中心 | 哥伦比亚 | 2–4  | 2–4  | 2010年國際足協世界盃外圍賽            |

## 個人生活
奧雷拉納的暱稱為「El Poeta」，意思為「詩人」，出自智利其中一部喜劇同名字的角色。

## 榮譽

### 國家隊
智利
- 美洲盃足球賽：2016年[16]

## 外部連結
- 法維安·奧雷利亞納在BDFutbol中的档案
- 法維安·奧雷利亞納在 National-Football-Teams.com 上的出场纪录
- 法維安·奧雷利亞納 – FIFA國際賽競賽紀錄 (存檔)
- Soccerway資料庫：法維安·奧雷利亞納